# Arthon-en-Retz
Arthon-en-Retz korábbi község Franciaországban, Loire-Atlantique megyében. 2016. január 1-jén Chéméré községgel egyesült és Chaumes-en-Retz új község része lett.
Lakosainak száma 4213 fő (2018. január 1.). Arthon-en-Retz Frossay községgel határos.

## Népesség
A település népességének változása:
| Lakosok száma | 1889 | 1948 | 1933 | 2321 | 2670 | 3497 | 4031 | 6777 | 4170 | 4213 |
|               | 1962 | 1968 | 1975 | 1990 | 1999 | 2008 | 2013 | 2016 | 2017 | 2018 |